# Mitsubishi ASX I
Pour les articles homonymes, voir ASX.
Le Mitsubishi ASX I est une automobile de type SUV produite par Mitsubishi Motors depuis 2010. Il s'agit de la première génération du Mitsubishi ASX.

## Présentation

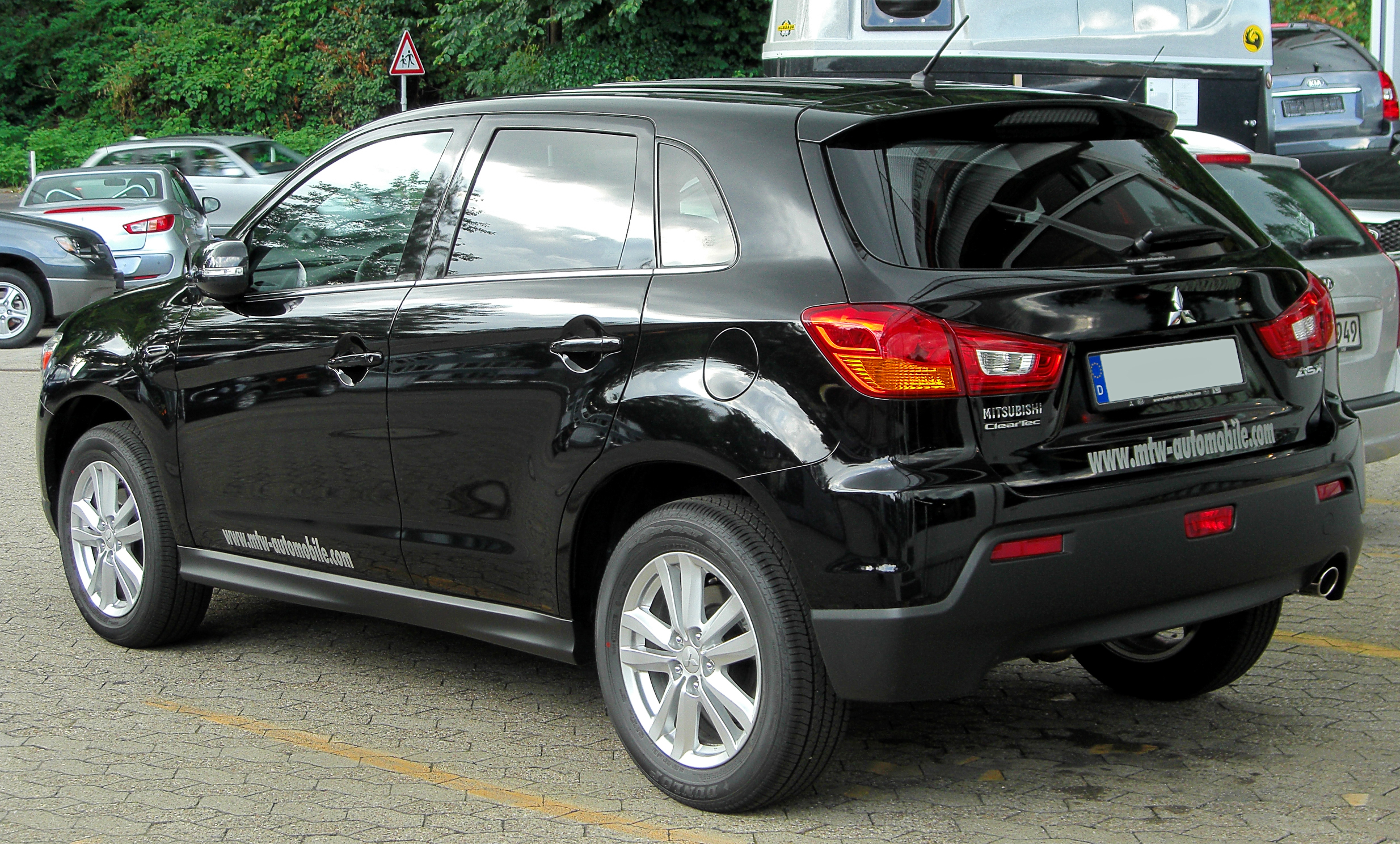
Mitsubishi ASX I phase 1

Le Mitsubishi ASX de première génération est présenté au salon de Genève en mars 2010. Il est produit au Japon, à Mizushima en Honshu, l'île principale de l'archipel.
À la suite d'un accord de collaboration avec le Groupe PSA, le Mitsubishi ASX, aussi appelé RVR, sert de base à ses clones les Citroën C4 Aircross et Peugeot 4008, ce qui constitue le troisième triplé franco-japonais après les Outlander / C-Crosser & 4007 et les i-MiEV/C-ZERO/iOn.
Le Mitsubishi ASX a été le premier modèle de la marque à disposer du moteur 1,8 litre turbo diesel de 150 ch DIN. Au Japon et aux États-Unis, ce modèle n'existe qu'avec un moteur essence alors qu'en France, il n'est livrable qu'avec un moteur diesel jusqu'en 2020, la phase 5 n'étant disponible qu'en essence.

### Phase 2, 3 et 4

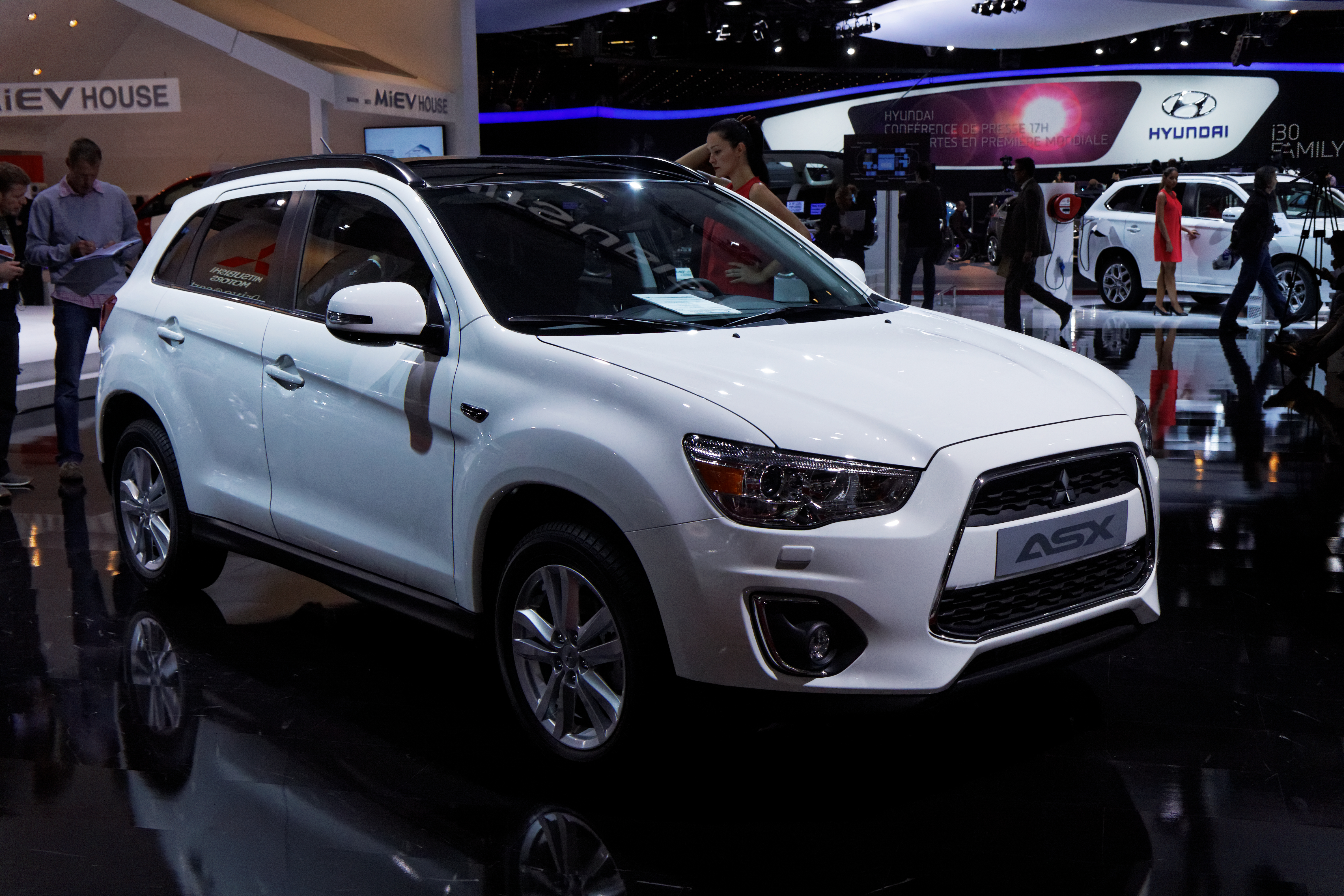
Mitsubishi ASX I phase 2

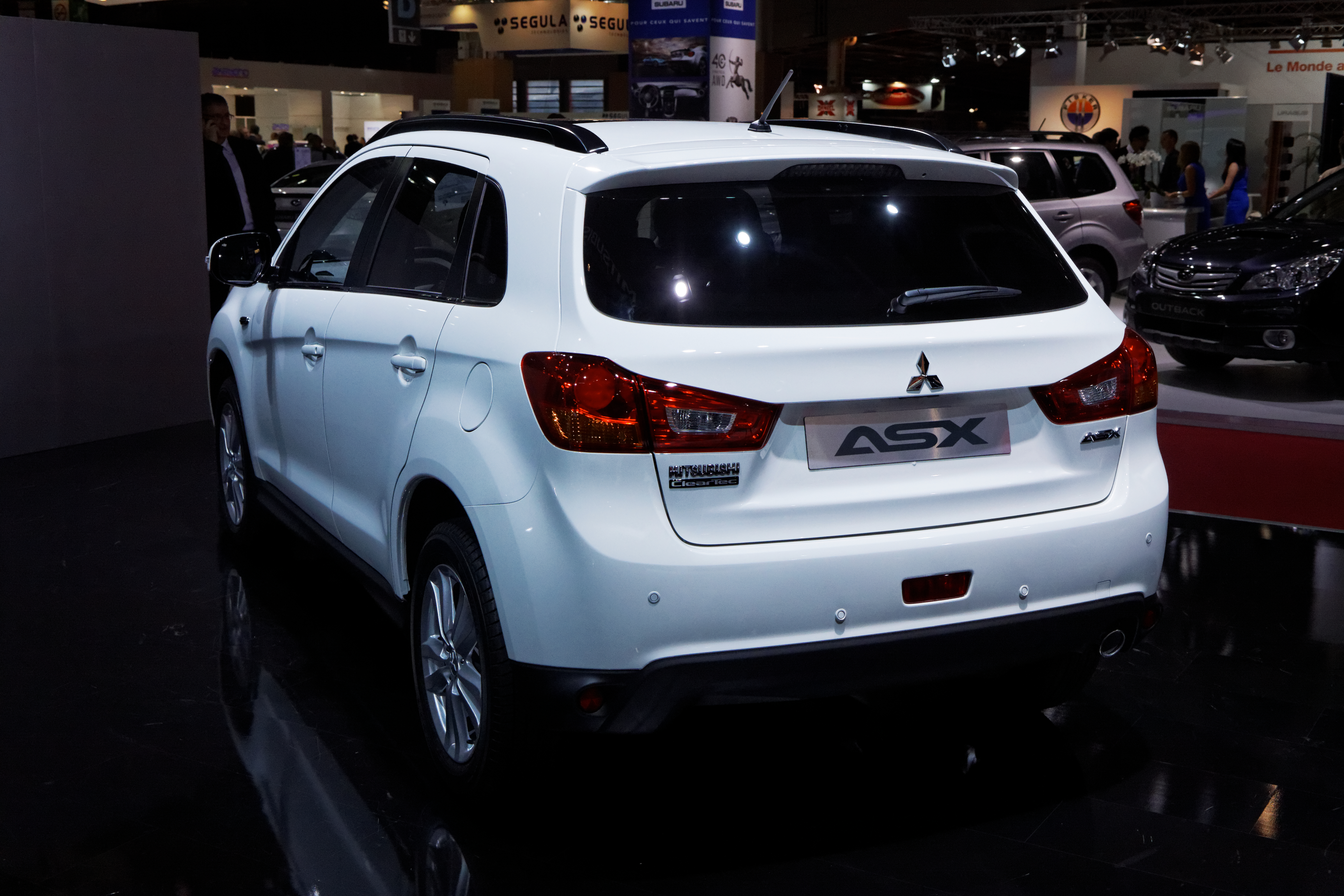
Mitsubishi ASX I phase 2

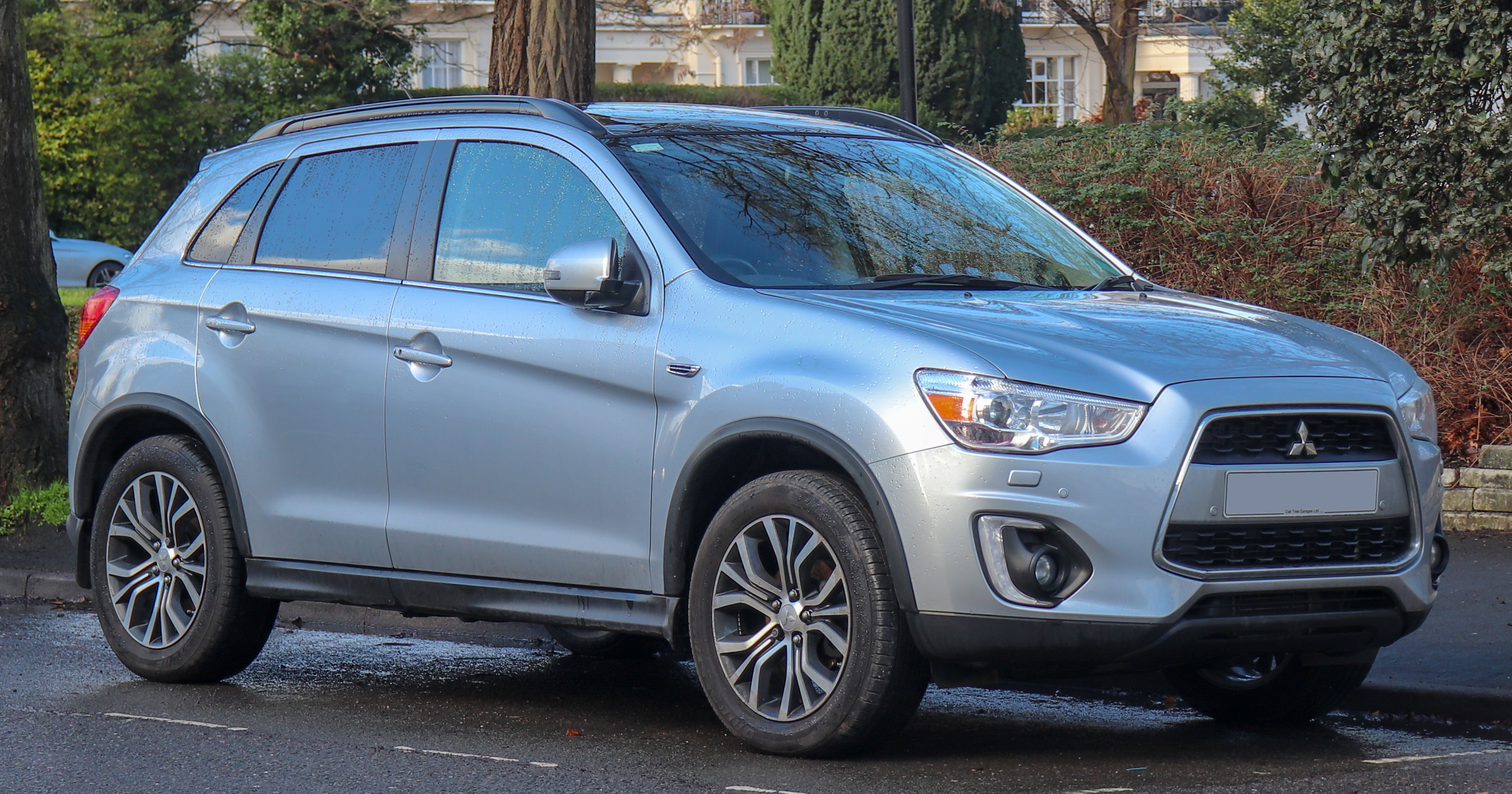
Mitsubishi ASX I phase 3

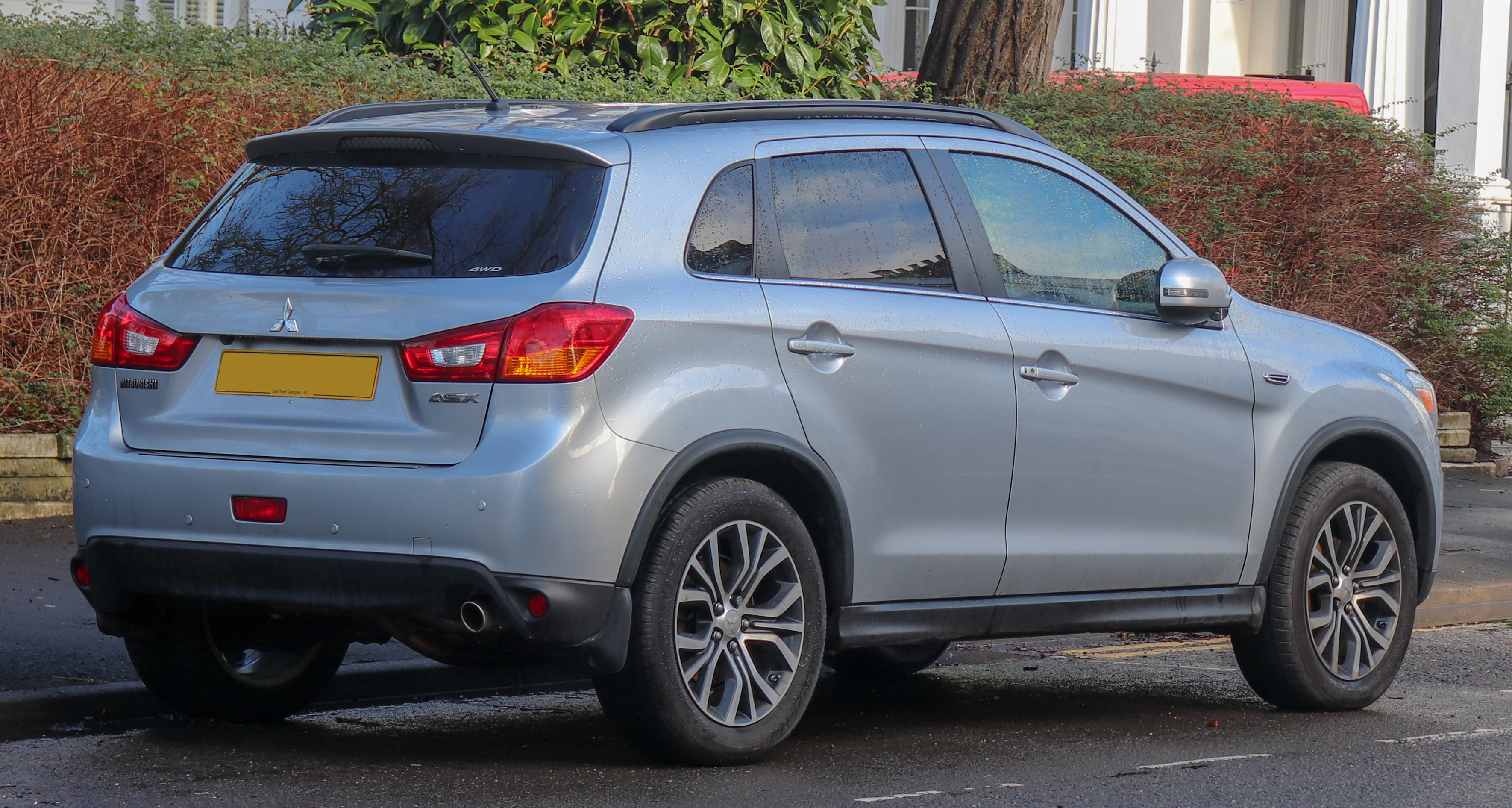
Mitsubishi ASX I phase 3

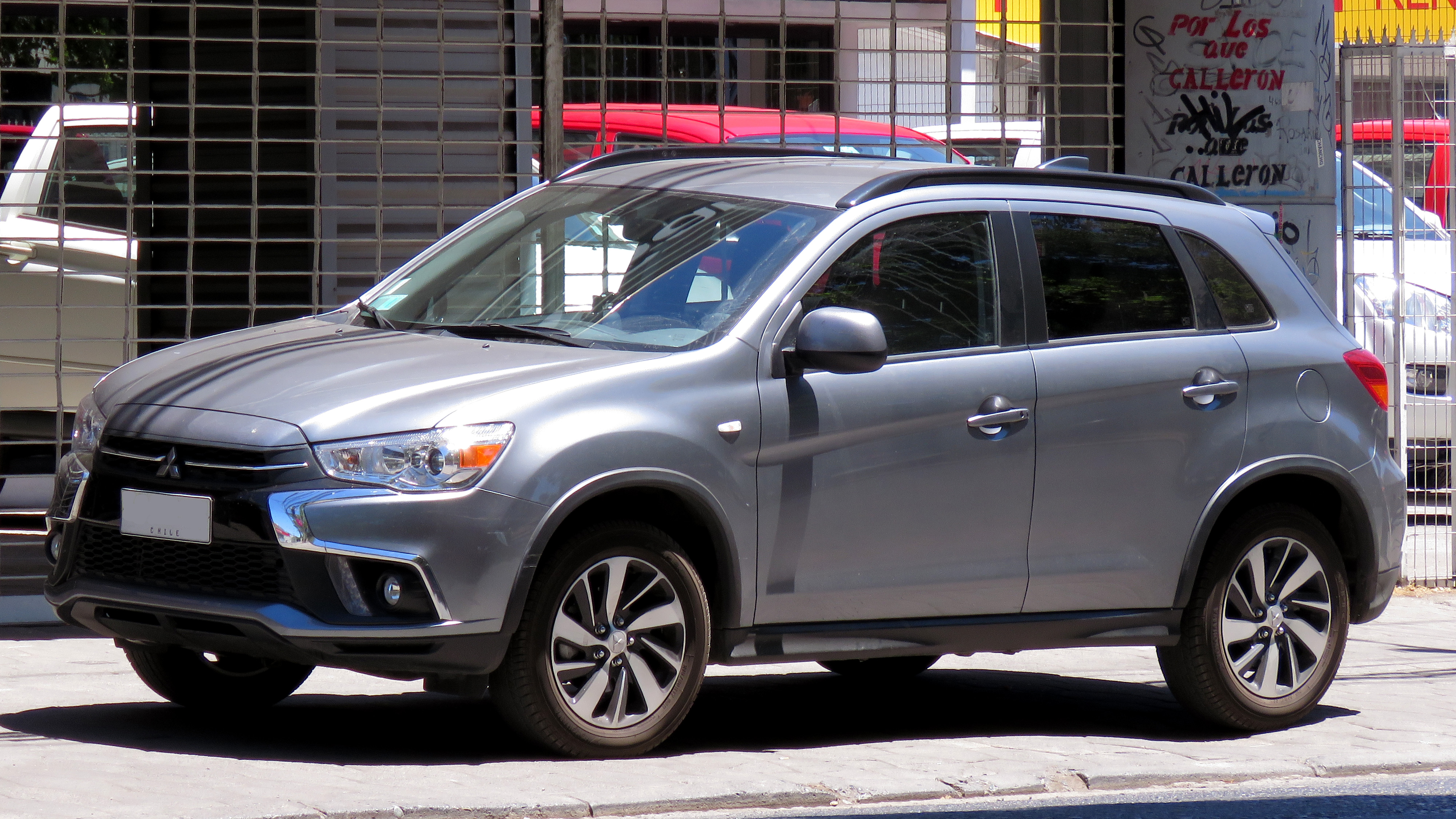
Mitsubishi ASX I phase 4

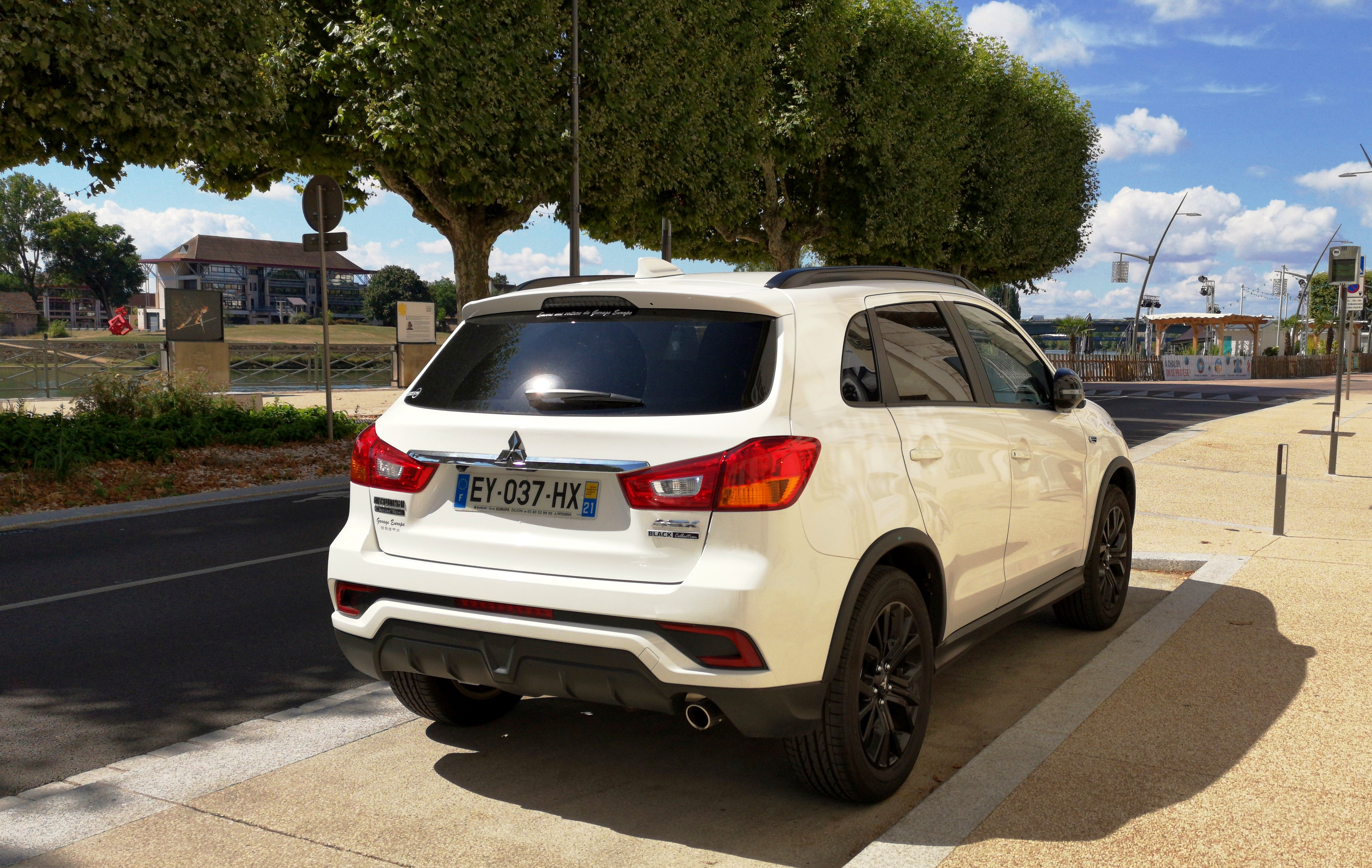
Mitsubishi ASX I phase 4

En 2012, le Mitsubishi ASX a été restylé et reçoit de nouveaux boucliers. Il bénéficie d'un très léger restylage (phase 2) en 2014. La principale modification est l'ajout de LEDs aux abords des antibrouillards avant. Un troisième restylage intervient à l'occasion du Salon de Genève 2016, avec une nouvelle face avant formée de la calandre en "X" et l'ajout massif d'éléments chromés à l'avant comme à l'arrière. Toujours à Genève, Mitsubishi dévoile des show-car baptisés « Geoseek » sur la base des ASX et L200.

### Phase 5

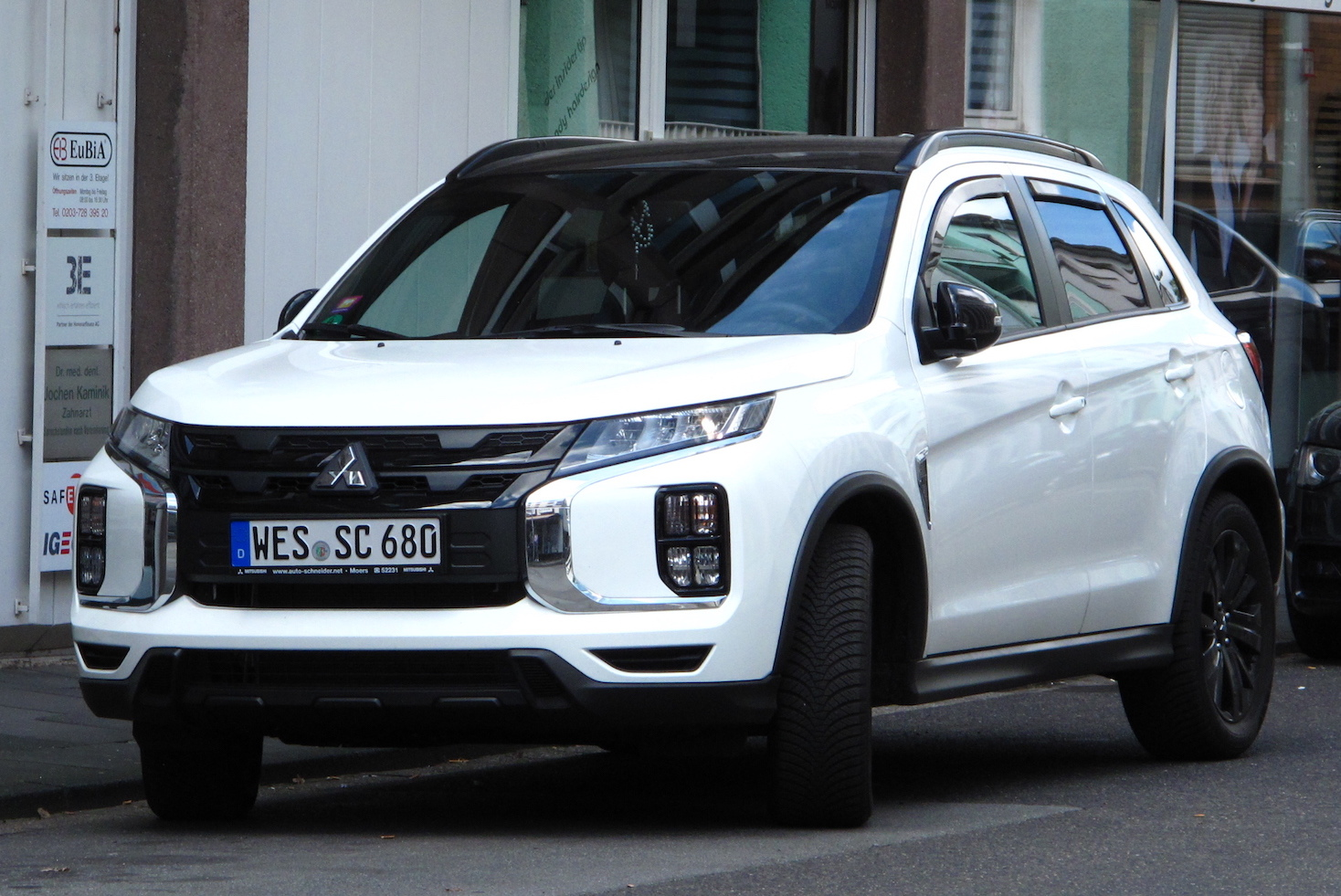
Mitsubishi ASX I phase 5

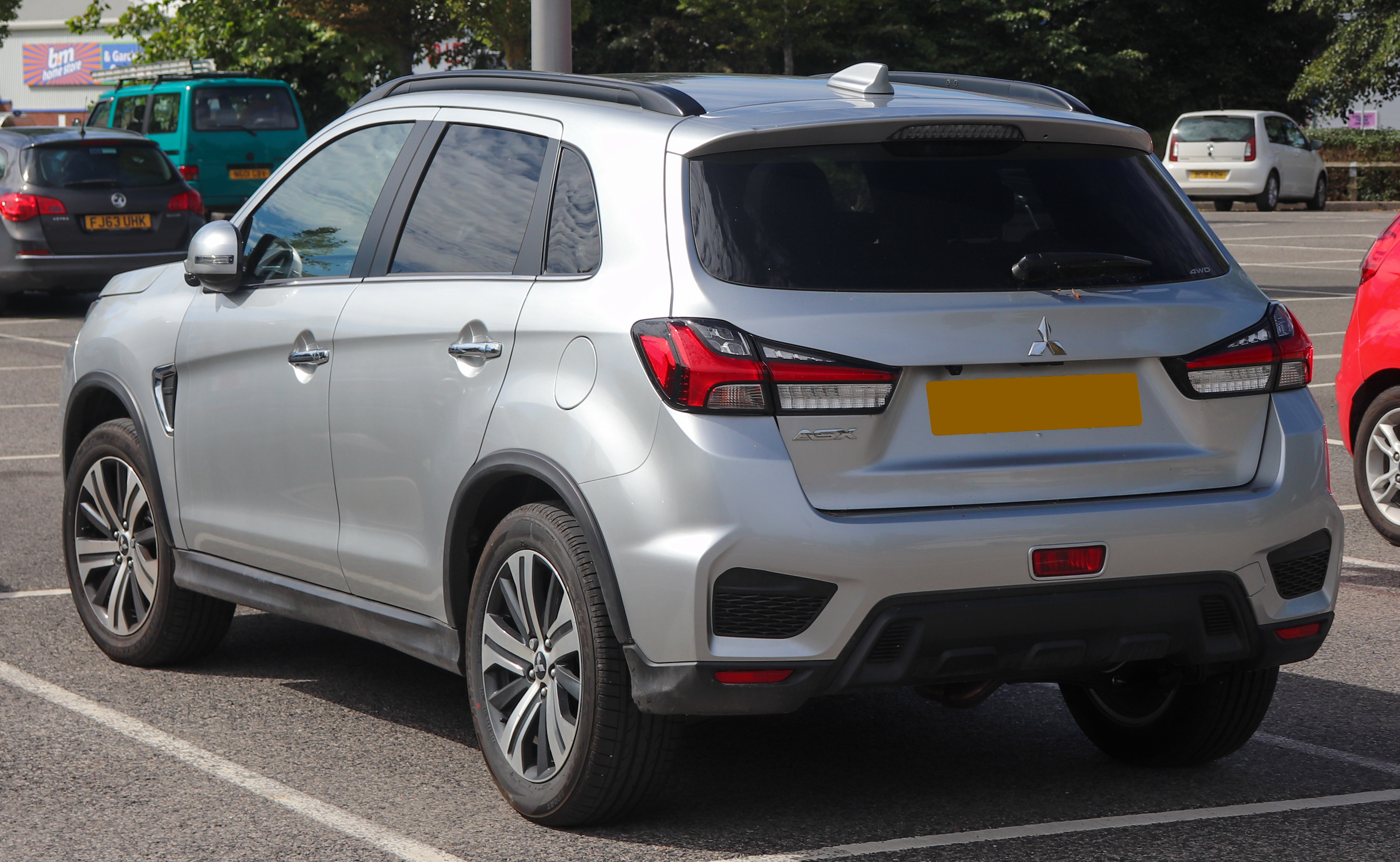
Mitsubishi ASX I phase 5

Au salon de Genève 2019, Mitsubishi présente le quatrième restylage de l'ASX commercialisé à partir de 2020. Les changements esthétiques sont importants : l'avant adopte la nouvelle identité stylistique de Mitsubishi. À l'arrière, le bouclier et le graphisme des feux sont revus.
Le Mitsubishi ASX est dorénavant livré avec un moteur quatre cylindres 2.0 essence de 150 ch accouplé à une boîte de vitesses à variation continue (CVT) et en deux roues motrices.
En fin d'année 2020, Mitsubishi cesse d'exporter l'ASX vers la plupart des pays d'Europe, France y compris.

### Motorisations
|                            | 1.8 Di-D 115         | 1.8 Di-D 150         | 1.6 Di-D 115         | 1.8 139              | 2.0 148              |
| -------------------------- | -------------------- | -------------------- | -------------------- | -------------------- | -------------------- |
| Moteur                     | 4-cylindres en ligne | 4-cylindres en ligne | 4-cylindres en ligne | 4-cylindres en ligne | 4-cylindres en ligne |
| Cylindrée                  | 1 798                | 1 798                | 1 590                | 1 798                |                      |
| Puissance maxi             | 115 ch à 3500 tr/min | 150 ch à 4000 tr/min | 115 ch à 6000 tr/min | 139 ch à 6000 tr/min | 148 ch à 6000 tr/min |
| Couple maxi                | 300 à 1750 tr/min    | 300 à 2000 tr/min    | 270 à 1750 tr/min    | 172 à 4200 tr/min    | 197 à 4200 tr/min    |
| Boîte de vitesses          | 2WD/4WD              | 2WD/4WD              | 2WD/4WD              | 2WD/4WD              | 2WD/4WD              |
| Vitesse maxi               | 189 / 185            | 200 / 198            | 182                  |                      |                      |
| 0-100 km/h                 | 10,2 / 10,6          | 10,8 / 11,5          | 11,5                 |                      |                      |
| Consommation (en L/100 km) | 4,8 / 5,1            | 5,4 / 5,6            | 5,1                  |                      | 7,6                  |
| Émissions de CO2 (en g/km) | 127 / 134            | 141 / 146            | 132                  | 153                  |                      |
| Mitsubishi                 | Non                  | Oui                  | Oui                  | Oui                  | Oui                  |

### Finitions
Finitions disponibles [Où ?][Quand ?]:
- S-Style
- Intense

## Production et ventes

### Mitsubishi ASX
| Années | Production | Production  | Production     | Production  | Production         | Production | Production | Production |
| Années | Japon      | Japon       | Amér. Nord (1) | Chine (2)   | Russie CKD/SKD (3) | Asie (6)   | Brésil (5) | Total      |
| Années | Okazaki    | Mizushima   | Amér. Nord (1) | Chine (2)   | Russie CKD/SKD (3) | Asie (6)   | Brésil (5) | Total      |
| ------ | ---------- | ----------- | -------------- | ----------- | ------------------ | ---------- | ---------- | ---------- |
| 2009   | 6.915      |             |                |             |                    |            |            | 6.915      |
| 2010   | 134.004    |             |                |             |                    |            |            | 134.004    |
| 2011   | 145.608    |             |                |             |                    |            |            | 145.608    |
| 2012   | 103.603    |             | 39.998         | 8.202       | (39.263)           | 6.510      |            | 151.806    |
| 2013   | 79.381     |             | 69.766         | 38.781      | (38.600)           | 4.770      |            | 190.631    |
| 2014   | 101.473    |             | 61.974         | 60.892      | (20.403)           | 4.140      | 3.870      | 228.209    |
| 2015   | 93.282     |             | 38.186         | 46.256      | (19.424)           | 1.440      | 7.560      | 187.594    |
| 2016   | 138.324    |             |                | 33.927      | (11.433)           | 2.168      | 1.740      | 176.159    |
| 2017   | 85.493     | 34.586      |                | 32.617      | (17.638)           | 618        | 8.018      | 161.332    |
| 2018   | 8          | 112.173     |                | 25.628      | (26.267)           | 416        | 3.964      | 142.189    |
| 2019   |            | N.C.        |                | N.C.        |                    | N.C.       | N.C.       | 128.478    |
| 2020   |            | N.C.        |                | N.C.        |                    | N.C.       | N.C.       | 96.921     |
| 2021   |            | N.C.        |                | N.C.        |                    | N.C.       | N.C.       | 79.645     |
| 2022   |            | N.C.        |                | N.C.        |                    |            |            | 55.000 (*) |
| 2023   |            | N.C.        |                | N.C.        |                    |            |            | 51.345     |
| Total  | 888.091    | 147.759 (0) | 209.924        | 246.303 (0) | (173.028) (**)     | 20.062 (0) | 25.152 (0) | 1.935.836  |

(*) : Estimation - (**) : Assemblage CKD/SKD, production usines Japon - (0) Totaux partiels.
| Années | Ventes     | Ventes         | Ventes     | Ventes        | Ventes      | Ventes    | Ventes           | Ventes                 | Ventes    |
| Années | Japon      | Amér. Nord (1) | Europe (4) | Amér. Sud (5) | Russie (3)  | Chine (2) | Asie Océanie (6) | Moyen Orient & Afrique | Total     |
| ------ | ---------- | -------------- | ---------- | ------------- | ----------- | --------- | ---------------- | ---------------------- | --------- |
| 2009   | 5.505      |                |            |               |             |           |                  |                        | 5.505     |
| 2010   | 10.159     | 8.127          | 47.315     |               |             |           | 2.349            | 505                    | 68.455    |
| 2011   | 5.405      | 23.763         | 67.115     | 16.413        |             | 8.392     | 9.120            | 1.672                  | 131.790   |
| 2012   | 4.350      | 25.858         | 52.633     | 14.343        |             | 7.204     | 6.960            | 3.457                  | 114.805   |
| 2013   | 2.778      | 35.521         | 56.735     | 14.545        |             | 32.509    | 14.964           | 5.131                  | 162.683   |
| 2014   | 2.066      | 40.665         | 62.040     | 15.313        | 68.085      | 58.412    | 20.486           | 5.016                  | 272.083   |
| 2015   | 1.622      | 44.654         | 50.570     | 10.708        | 31.157      | 45.306    | 21.678           | 3.491                  | 178.900   |
| 2016   | 1.369      | 38.428         | 40.446     | 7.234         | 15.981      | 40.501    | 21.048           | 4.159                  | 155.630   |
| 2017   | 1.900      | 48.528         | 41.278     | 8.608         | 30.304      | 32.880    | 23.527           | 4.796                  | 162.980   |
| 2018   | 1.185      | 49.685         | 41.442     | 8.540         | 45.812      | 28.299    | 24.296           | 2.692                  | 154.250   |
| 2019   | N.C.       | 33.607         | 30.622     | N.C.          | N.C.        | 19.871    | 20.806           | N.C.                   | 128.480   |
| 2020   | N.C.       | 33.516         | 17.983     | N.C.          | N.C.        | 10.137    | 14.056           |                        | 96.920    |
| 2021   | N.C.       | 42.917         | 6.271      | N.C.          | N.C.        | 6.006     | 14,764           |                        | 79.650    |
| 2022   |            | 16.374         | 29         | N.C.          | N.C.        | 1.570     | 12.753           |                        | 51.345    |
| 2023   |            | 15.016         |            |               |             | 1.622     | 9.176            |                        | 25.815    |
| 2024   |            | 15.125         |            |               |             |           |                  |                        | 15.125    |
| Total  | 36.339 (0) | 471.784        | 514.479    | 95.704 (0)    | 191.339 (0) | 292.709   | 215.983          | 30.919 (0)             | 1.804.416 |

NB : Depuis 2019, Mitsubishi ne publie plus les chiffres de production et de vente par modèle.
 Stellantis ne publie pas les chiffres de production et de vente par modèle.
(0) : Totaux partiels.

Sources : Facts & Figures 2016, Facts & Figures 2019, Mitsubishi Motors website) y compris l'approvisionnement en CKD/SKD production OEM des Citroën C4 Aircross & Peugeot 4008.
- (1) : Amérique du Nord - Production : Mitsubishi Motors North America, Inc. Cypress, California (fin en novembre 2015) / Ventes : États-Unis + Canada + Mexique + Porto Rico.
- (2) : Chine - Production : Chine (GMMC-GAC Mitsubishi Motors Co., Ltd + SEM-South East (Fujian) Motor Co., Ltd.) + Taiwan (CMC - China Motor Co,. Ltd.) / Ventes : Chine + Taiwan.
- (3) : Russie - Production en CKD/SKD : PCMA RUS Limited Company - J-V PSA (70%) & Mitsubishi (30%). Exemplaires comptés dans la production de l'usine Mitsubishi d'Okazaki.
- (4) : Europe : Production : NedCar BV (2008-2012) / Ventes : Union Européenne (27 pays) + Israël + Norvège + Royaume-Uni + Suisse + Ukraine.
- (5) : Amérique du Sud - Production : Brésil MMC Automóveis do Brasil Ltda / Ventes : tous pays d'Amérique centrale et du Sud hors Mexique (Argentine, Brésil, Chili, Uruguay, Vénézuela, etc.).
- (6) : Asie - Production : MMTh-Mitsubishi Motors Thailand Co.,Ltd. +  MMPC-Mitsubishi Motors Philippines Corp. + Krama Yudha Ratu Motors (Indonésie) / Ventes : Indonésie + Malaisie + Philippines + Thaïlande + Vietnam.

| Années | Production Assemblage (1) | Production Assemblage (1) | Production Assemblage (1) | Ventes      | Ventes          | Ventes                  |
| Années | Mitsubishi ASX I (RVR)    | C4 Aircross               | 4008 I                    | C4 Aircross | 4008 I (Europe) | 4008 I (reste du Monde) |
| ------ | ------------------------- | ------------------------- | ------------------------- | ----------- | --------------- | ----------------------- |
| 2009   | 6.915                     |                           |                           |             |                 |                         |
| 2010   | 134.004                   |                           |                           |             |                 |                         |
| 2011   | 145.608                   | 200                       | 100                       |             |                 |                         |
| 2012   | 151.806                   | 21.700                    | 12.237                    | 17.000 (*)  | 3.744           | 5.556                   |
| 2013   | 190.631                   | 11.785                    | 7.675                     | 13.600 (*)  | 3.972           | 5.128                   |
| 2014   | 228.209                   | 13.417                    | 6.983                     | 14.600 (*)  | 2.533           | 5.167                   |
| 2015   | 187.594                   | 13.376                    | 5.824                     | 13.900      | 2.442           | 6.200                   |
| 2016   | 176.159                   | 12.727 (2)                | 12.727 (2)                | 9.676       | 2.036           | 12.074                  |
| 2017   | 161.332                   | 2.667 (2)                 | 2.667 (2)                 | 3.321       | 793             |                         |
| 2018   | 142.189                   |                           |                           | 781         | 16              |                         |
| 2019   | 128.478                   |                           |                           | 2.643       |                 |                         |
| 2020   | 96.921                    |                           |                           | 463         |                 |                         |
| 2021   | 79.650                    |                           |                           |             |                 |                         |
| 2022   | 51.345                    |                           |                           |             |                 |                         |
| Total  | 1.935.836                 | (70.118)                  | (45.536)                  | 75.984      | 15.536          | 44.374                  |

NB : (*) : Les chiffres Citroën sont arrondis à la centaine.
(1) : Tous les véhicules sont produits par Mitsubishi et badgés Mitsubishi, Citroën et Peugeot - Certains ont été assemblés en CKD/SKD en Russie à partir de 2012. L'assemblage des versions Citroën et Peugeot a pris fin en avril 2017. La production du Mitsubishi s'est poursuivie jusqu'en 2023.
(2) : Ventilation entre Citroën et Peugeot non communiquée par PSA.
(3) : Modèles PSA produits par Mitsubishi et badgés Citroën C' Aircross et Peugeot 4008.

Sources :
* CCFA - Analyses et statistiques production automobile des marques françaises par année.
* Documents de référence annuels Groupe PSA 2007 à 2022.
* Mitsubishi Motors - (en) Facts & Figures 2014, 2017 & 2019.
Le 27 mars 2015, l'usine d'assemblage russe PCMA Rus, détenue en joint-venture par PSA et Mitsubishi à Kaluga, en Russie, a annoncé la suspension de la production des modèles Citroën C4 L Sedan, Peugeot 408, Mitsubishi Pajero Sport, Mitsubishi Outlander et ses clones Citroën C4 Aircross et Peugeot 4008 jusqu'au 10 juillet 2015.  
La production du Citroën C4 Aircross s'est arrêtée en avril 2017 après 4,5 ans et un très faible niveau de ventes. Le contrat de fourniture du Mitsubishi ASX I a été dénoncé par le groupe français PSA. Les 2.667 derniers exemplaires de C4 Aircross et 4008 ont été produits dans l'usine Mitsubishi d'Okazaaki en 2017. Le C4 Aircross a été remplacé par le C5 Aircross qui a été dévoilé au Salon de Shanghai 2017 en Chine, puis au Salon de Francfort 2017 en Allemagne pour un début de commercialisation en Europe en octobre 2018, lors du Salon de Paris.
Son clone, le Peugeot 4008 I a été remplacé en 2016, après ce cuisant échec, par le 3008 II, renommé 4008 II en Chine car le 3008 de la première génération était resté en vente aux côtés du nouveau 4008 II, comme version à bas prix. Le 4008 II chinois n'a rien à voir avec le 4008 vendu en Europe, qui est un Mitsubishi ASX I rebadgé et qui a été importé en nombre très limité en Chine.
En France, les Citroën C4 Aircross et Peugeot 4008 ont tiré leur révérence dans la plus grande discrétion, en mars 2017, après 4,5 années de commercialisation. Fabriqués au Japon, ces deux clones du Mitsubishi ASX - qui, continue allègrement sa carrière avec plus de 150.000 exemplaires annuels vendus dans le monde, ont connu une carrière très timide. Le Citroën C4 Aircross s’est vendu à un peu plus de 26.200 exemplaires alors que le Peugeot n'a pas réussi à séduire 7.250 clients.
La relève de ces deux modèles disparus dans l'anonymat le plus total, a été assurée par les Citroën C5 Aircross et Peugeot 3008, à partir de l’automne 2018.

## Concept

### Mitsubishi XR-PHEV
Le Mitsubishi XR-PHEV est un concept-car à hybride rechargeable créé par Mitsubishi Motors et dévoilé au Mondial de l'automobile de Paris 2014. Il préfigurait la future génération de l'ASX prévue pour 2020[réf. nécessaire].

## Deuxième génération
La seconde génération d'ASX est présentée en septembre 2022 pour un lancement commercial en Europe en mars 2023. Bien plus court que le premier ASX, il est basé sur la plateforme CMF-B de l’Alliance Renault-Nissan-Mitsubishi et est fabriqué dans l’usine Renault de Valladolid en Espagne.
Techniquement basé sur son cousin le Renault Captur II, il propose une palette de motorisations incluant de l'essence, du micro-hybride (mHEV), de l'hybride (HEV) et de l’hybride rechargeable (PHEV) reprises de ce dernier. Il s'agit d'un simple rebadgeage, le style du véhicule étant quasiment inchangé par rapport au Captur.